# Calicophoron daubneyi
Calicophoron daubneyi (synonymum Paramphistomum daubneyi) je druh motolice, která parazituje v předžaludcích, slezu a tenkém střevu domácích ale i volně žijících přežvýkavců. Vývoj probíhá přes jednoho mezihostitele – vodního plže z čeledě Lymnaeidae a Planorbidae.

## Morfologie
Dospělé motolice jsou narůžovělé barvy, mají kónický až hruškovitý tvar těla s přísavkou na předním a zadním konci těla. Jako všechny motolice jsou dorso-ventrálně sploštělé. Na délku měří 10–15 mm, na šířku 4–5 mm. Vajíčka jsou šedozelenalé barvy o velikosti 125–186 × 62–114 μm. Jsou hermafroditi.

## Biologie a vývojový cyklus
Dospělí jedinci se lokalizují v bachoru a čepci, kde jsou přisátí na sliznici a živí se krví hostitele. Vyprodukovaná vajíčka jsou pasážována trávicím traktem a spolu s trusem odcházejí do vnějšího prostředí. Ve vajíčcích se vyvíjí miracidium, které aktivně vyhledává plže z čeledi Lymnaeidae (nejčastěji Galba truncatula, Omphiscola glabra). V plži prodělává podobný vývoj jako motolice jaterní a po 1-2 měsících se z plže uvolňují cerkarie, které se opouzdří na vegetaci. Takto encystovaná cerkarie se nazývá metacerkarie a je již infekční pro definitivního hostitele. Ten se nakazí spasením kontaminovaného porostu. Ve střevě hostitele se z ochranného obalu uvolní již mladé motolice, které přilnou ke sliznici dvanáctníku. Zde žijí mladé motolice asi 6 týdnů a poté migrují do bachoru a čepce, kde pohlavně dospívají.

## Definitivní hostitelé
C. daubneyi parazituje u celé řady přežvýkavců, nejčastěji však u skotu a jelenů.